# Condado de Bau
El condado de Bau fue un título nobiliario español otorgado por Francisco Franco el 21 de mayo de 1973, a favor de Joaquín Bau Nolla.
El título fue suprimido el 21 de octubre de 2022 tras la entrada en vigor de la Ley de Memoria Democrática.

## Denominación
La denominación de la dignidad nobiliaria refiere al apellido paterno, por lo que fue universalmente conocida la persona a la que se le otorgó dicha merced nobiliaria.

## Carta de otorgamiento
El título nobiliario se le otorgó por: 

«La destacada personalidad de don Joaquín Bau Nolla, Presidente del Consejo de Estado, que a lo largo de dilatados años de actuación pública ha mantenido una línea de rectitud política y de fidelidad a los Principios del Movimiento Nacional, le hacen acreedor al reconocimiento de la Patria que, al enaltecer su nombre, honra los ideales a los que él hizo dedicación de su vida....».
Decreto 997/1973, de 18 de mayo. Publicado en el B.O.E. el 21 de mayo de 1973.

## Armas
De merced nueva. En campo de gules, un esquife romano, de oro. Bordura de oro, con una cadena de sable. Lema: «Semper Fidelis».

## Condes de Bau
|                               | Titular                       | Periodo                       |
| Creación por Francisco Franco | Creación por Francisco Franco | Creación por Francisco Franco |
| ----------------------------- | ----------------------------- | ----------------------------- |
| I                             | Joaquín Bau Nolla             | 1973-1973                     |
| II                            | Joaquín Bau Carpí             | 1973-1998                     |
| III                           | Joaquín Bau Miquel            | 1999-2022                     |

## Historia de los condes de Bau
- Joaquín Bau Nolla (1897-1973), I conde de Bau, político carlista tortosino, alcalde de Tortosa (1925-1929) por la Comunión Tradicionalista y diputado en 1929 por la Unión Patriótica, durante el gobierno de Miguel Primo de Rivera, diputado en las elecciones generales de 1933 y 1936 por Renovación Española, durante la Segunda República, ministro de Comercio (1936-1938) de la Junta Técnica del Estado, durante la Guerra Civil, procurador a Cortes entre 1958 y 1971, presidente del Consejo de Estado y vicepresidente del Consejo del Reino entre 1965 y 1973, hijo predilecto de Tortosa (1966).[4]

Casó con María del Pilar Elisa Carpi Esteller, con quien tuvo cinco hijos y hijas: Joaquín, José Luis, Fernando, Elisa e María Inmaculada Bau Carpi. Le sucedió, por carta de sucesión, el 15 de noviembre de 1973, su hijo:
- Joaquín Bau Carpí (1921-1998), II conde de Bau, ingeniero de Caminos, Canales y Puertos, gran-cruz de la Orden del Mérito Civil, caballero de la Orden Equestre del Santo Sepulcro de Jerusalén.

Casó en 1946 con María del Carmen de la Concepción Miquel Gasull (-2008). Le sucedió, por real carta de sucesión de fecha 18 de mayo de 1999, su hijo:
- Joaquín Bau Miquel (1948-), III conde de Bau,[6] arquitecto superior (ETSAM). Último titular.

Casó en 1974 con María Rita Fernández García (1950-), con quien tiene dos hijas y un hijo: María Rita (1975-), Ana (1976-) y Joaquín Bau Fernández (1978-).